# Frederick Merk
Frederick Merk (15 août 1887 - 24 septembre 1977) est un historien américain. Il a enseigné à l'Université Harvard de 1924 à 1956.

## Biographie
Frederick Merk est né à Milwaukee, Wisconsin en 1887. Il est diplômé de l'Université du Wisconsin en 1911 et travaille ensuite pendant cinq ans à la Wisconsin Historical Society. En 1916, il se rend à l'Université Harvard pour étudier auprès de Frederick Jackson Turner. À la retraite de Turner en 1924, Merk prend son poste avec le soutien de Turner. Il enseigne à Harvard jusqu'en 1956 et supervise plusieurs dizaines de thèses de doctorat.